# Oligotrophus szepligetii
Oligotrophus szepligetii är en tvåvingeart som beskrevs av Jean-Jacques Kieffer 1902. Oligotrophus szepligetii ingår i släktet Oligotrophus och familjen gallmyggor. Inga underarter finns listade i Catalogue of Life.